# Fyn (киназа)
Fyn — нерецепторная тирозинкиназа src-семейства, участвующая в регуляции клеточного роста. Ассоциирована с p85-субъединицей фосфатидилинозитол-3-киназы, взаимодействует с fyn-связывающим белком. Альтернативный сплайсинг порождает множество изоформ белка.
Показана необходимость Fyn для работы сигнальных путей, начинающихся с T- и B-клеточных рецепторов, интегринов, рецепторов факторов роста и цитокинов, а также при активации тромбоцитов, функционировании ионных каналов, адгезивных взаимодействиях клеток, нацеливании аксонов, оплодотворении, дифференцировке естественных киллеров, олигодендроцитов и кератиноцитов. Наряду с Src, Fyn взаимодействует с DAB1, регуляторным элементом сигнального пути рилина.